# Aplidium amorphatum
Aplidium amorphatum är en sjöpungsart som beskrevs av Kott 1963. Aplidium amorphatum ingår i släktet Aplidium och familjen klumpsjöpungar. Inga underarter finns listade i Catalogue of Life.